# Jaeger-LeCoultre

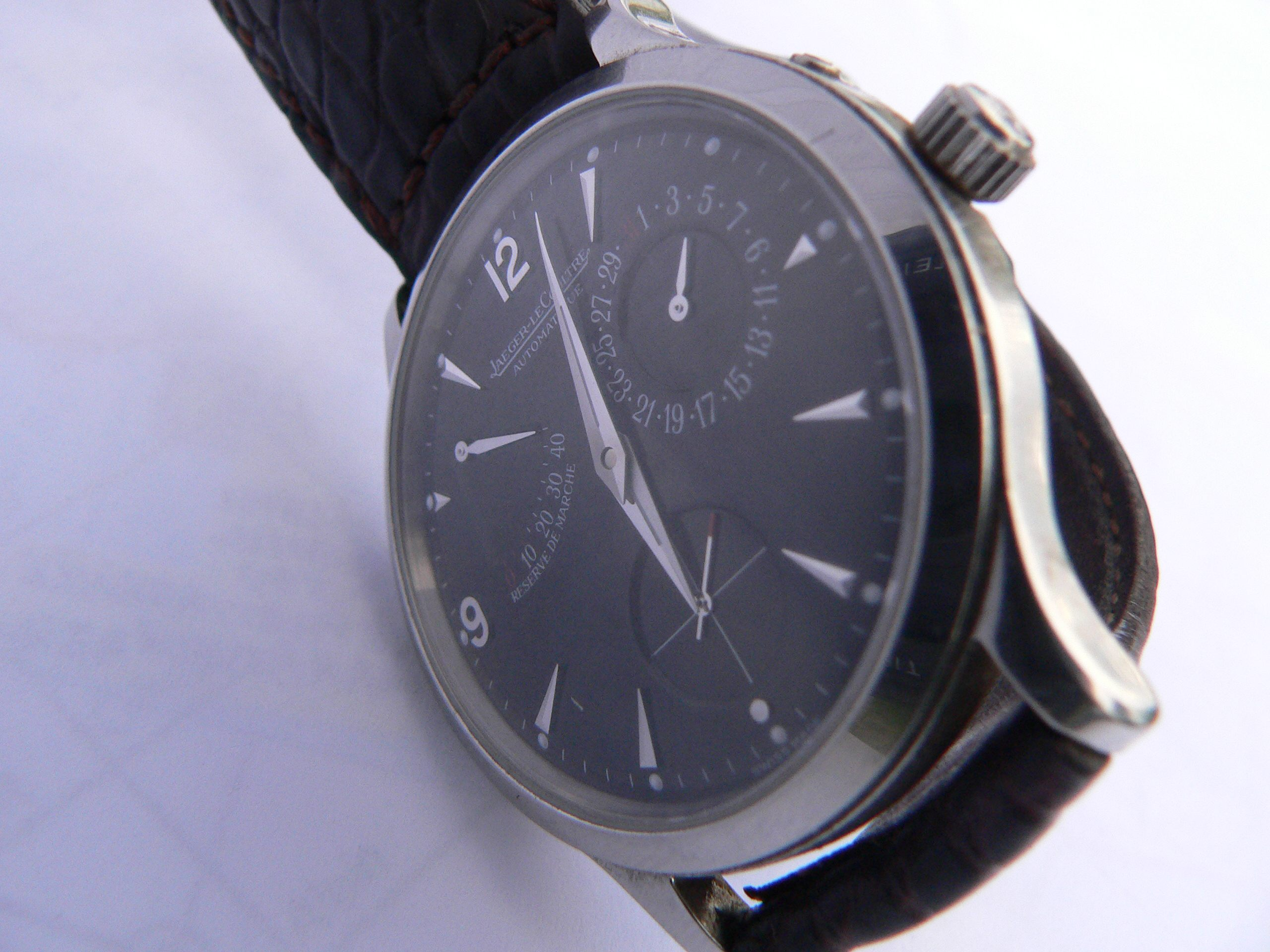
Jaeger-LeCoultre

Jaeger-LeCoultre (pronunciación en francés: /jɛgɛʁ ləkultʁ/) es una manufactura relojera de lujo basada en Le Sentier, Suiza, fundada en la primera mitad del siglo XIX. La marca es autora de cientos de invenciones y más de mil calibres, incluyendo el movimiento relojero más pequeño del mundo, el reloj de pulsera más pequeño del mundo con más complicaciones y un cronómetro dotado de un movimiento perpetuo. En la actualidad, Jaeger-LeCoultre ofrece ocho colecciones diferentes y patrocina asociaciones en sectores tan variados como la preservación de los océanos, los deportes de motor y el polo. La marca es una filial al 100% del grupo de lujo suizo Richemont desde 2000.

## Historia

### La familia LeCoultre
Según los archivos, la presencia de la familia LeCoultre en Suiza se remonta al siglo XVI. Víctima de las persecuciones religiosas que acosaban a los hugonotes, Pierre LeCoultre (circa 1530 – circa 1600) huyó de Lizy-sur-Ourcq hacia Ginebra. En 1558, se convirtió en "habitante" de Ginebra y un año después dejó la ciudad y adquirió un terreno en el Valle de Joux. Progresivamente se fue formando una comunidad en aquel lugar y, en 1612, el hijo de Pierre LeCoultre construyó una iglesia en el valle. Este evento marcó la fundación del pueblo llamado Le Sentier, en donde aún hoy se encuentra instalada la Manufactura de la empresa.

### La manufactura
En 1833, poco después de inventar la máquina para recortar piñones de un bloque de acero, Antoine LeCoultre (1803-1881) fundó un pequeño taller de relojería en Le Sentier, en el cual perfeccionó su talento relojero con el fin de crear cronómetros de calidad superior. En 1844, inventó el instrumento de medida más preciso del mundo, el Millionomètre [ver sección 1.4.1]. En 1847, creó un sistema que eliminaba la utilización de llaves para dar cuerda al reloj y ajustar la hora [ver sección 1.4.2]. Cuatro años después, recibió una medalla de oro por su trabajo sobre la precisión y la mecanización en relojería e la primera exposición universal, organizada en Londres.
En 1866, cuando la industria relojera suiza todavía está estructurada en pequeños talleres, Antoine y su hijo, Elie LeCoultre (1842-1917), decidieron reunir bajo un mismo techo los diferentes oficios relojeros y fundaron la primera auténtica manufactura del Valle de Joux, LeCoultre & Cie. En 1870, la Manufactura desarrolló los primeros procedimientos de fabricación parcialmente mecanizados para movimientos con complicaciones.
Ese año, la Manufactura contaba 500 empleados. En 1900, la Grande Maison del Valle de Joux, como la llamaban entonces, había creado más de 350 calibres diferentes, incluyendo 128 equipados con función cronógrafo y 99 con mecanismo de repetición. Desde 1902, y hasta los años treinta 1930, LeCoultre & Cie produjo la mayoría de los "ébauches" de relojes de la marca ginebrina Patek Philippe.

### Jaeger-LeCoultre
En 1903, Edmond Jaeger, relojero parisino y proveedor oficial de la marina francesa, propuso a los relojeros suizos el desafío de desarrollar y producir los calibres extraplanos de su invención.
Jacques-David LeCoultre, nieto de Antoine y responsable de la producción en LeCoultre &Cie., aceptó el desafío y crea una serie de relojes de bolsillo ultraplanos. En 1907, LeCoultre &Cie. presentó el reloj más plano del mundo, equipado con un calibre LeCoultre Calibre 145 [ver sección 1.4.4]. Ese año, el joyero Cartier, uno de los clientes de Jaeger, firmó con la marca un contrato que estipulaba que los movimientos Jaeger serían reservados exclusivamente a Cartier durante un periodo de 15 años. Jaeger confió la fabricación de esos movimientos a LeCoultre.
Como consecuencia de esta colaboración, la empresa asumió oficialmente el nombre Jaeger-LeCoultre en 1937. Sin embargo, las creaciones reservadas para el mercado estadounidense conservaron la firma LeCoultre hasta 1985. Según la información consignada en los archivos, la manufactura de Le Sentier envió el último movimiento utilizado para un reloj LeCoultre en Estados Unidos en 1976.
Algunos coleccionistas y distribuidores que no disponen de suficiente información afirman que la marca estadounidense LeCoultre no tenía ningún vínculo con la marca suiza Jaeger-LeCoultre. La confusión se produjo en los años cincuenta. Por aquel entonces, la distribución de los relojes LeCoultre en Norteamérica era realizada por el grupo Longines-Wittnauer, el cual también distribuía los cronómetros Vacheron Constantin. Los coleccionistas confundieron el nombre del distribuidor y el nombre del fabricante. Según Zaf Basha, un gran especialista de Jaeger-LeCoultre, el Galaxy, un misterioso reloj de lujo dotado de una esfera engastada con diamantes, fue el resultado de una colaboración entre Vacheron Constantin y LeCoultre para el mercado estadounidense. En la esfera del reloj, puede verse la inscripción "LeCoultre" y en la caja dice "Vacheron Constantin – LeCoultre". La mención LeCoultre desapareció definitivamente en 1985, y desde entonces los relojes llevan la marca Jaeger-LeCoultre.

### Invenciones
Desde la fundación de Jaeger-LeCoultre, la marca ha producido más de 1.242 calibres diferentes, depositado alrededor de 400 patentes y desarrollado cientos de invenciones.

#### Millionomètre
El millionomètre fue el primer instrumento capaz de medir el micrón. Fue inventado por Antoine LeCoultre en 1844 y permitió perfeccionar la fabricación de componentes relojeros. Al no existir ninguna homologación oficial en Suiza en esa época, el invento nunca fue patentado. Sin embargo, el exclusivo procedimiento de fabricación fue guardado con celo durante más de cincuenta años. El millionomètre fue presentado en la Exposición universal de París en 1900.

#### Reloj sin llave
En 1847, Antoine LeCoultre inventó el reloj sin llave, dotado del primer sistema para dar cuerda y ajustar el reloj sencillo y fiable a la vez. En lugar del dispositivo clásico, el reloj posee un pequeño botón que activa una palanca que permite alternar las funciones. Este invento tampoco fue patentado y los demás relojeros adoptaron el sistema rápidamente.

#### Calibre 145 LeCoultre
En 1907, el calibre 145 LeCoultre estableció el récord del movimiento más plano del mundo, con un grosor de solo 1,38 mm. El calibre fue utilizado en relojes de bolsillo que incluso hoy en día siguen siendo los más planos de su categoría. De 1907 a la década de los sesenta, fueron producidos 400 ejemplares del movimiento.

### Grandes complicaciones
En 1866, primera vez en la historia de la relojería, LeCoultre & Cie comenzó la fabricación de calibres dotados de complicaciones en series pequeñas. En 1891, la manufactura creó un calibre dotado de una complicación doble: cronógrafo y repetición de minutos.
A mediados de la década de 1890, LeCoultre & Cie. desarrolló relojes como grandes complicaciones, dotadas con tres grandes complicaciones relojeras, como el calendario perpetuo, el cronógrafo y la repetición de minutos.
En 2004, la Manufactura creó el Gyrotourbillon I, su primer reloj de pulsera con una gran complicación, dotado de un tourbillon que gravitaba alrededor de dos ejes y un calendario perpetuo con indicador retrógrado doble y ecuación activa del tiempo. En 2006, Jaeger-LeCoultre presentó el Reverso grande complication à triptyque, el primer reloj de la historia dotado de tres esferas animadas por un solo movimiento. En 2009, la marca lanzó en reloj de pulsera con más complicaciones, el Hybris Mechanica à Grande Sonnerie, dotado de 26 complicaciones.

### Modelos históricos

#### Reverso
El Reverso, cuyo nombre en latín significa "Darse la vuelta", fue creado en 1931 para soportar los golpes durante un partido de polo, mediante un mecanismo de giro de la caja que protege la esfera. El Reverso es considerado como un objeto emblemático de la estética art déco y continúa siendo fabricado en la actualidad.

#### Duoplan
En 1925, LeCoultre &Cie. desarrolló el Calibre 7BF Duoplan LeCoultre con el fin de asociar miniaturización y precisión. En esa época, estaban de moda los relojes de pulsera pequeños. Pero los calibres pequeños no ofrecían una precisión óptima. Creado por Henri Rodanet, director técnico de Établissements Ed. Jaeger, el Duoplan se compone de dos niveles superpuestos que garantizan un equilibrio similar al de los calibres de tamaño tradicional.
Asimismo, el Duoplan fue uno de los primeros relojes de acero engastados con piedras preciosas. En 1929, adoptó un cristal de zafiro y revolucionó la relojería. El Duoplan estaba asegurado por Lloyds of London y tenía un servicio posventa especial. Si el movimiento del reloj se dañaba, podía ser cambiado rápidamente. En el escaparate de la boutique Tyme de Londres, podía leerse la inscripción: "You won’t have time to finish your cigarette before your watch is repaired" (Su reloj será reparado antes de que termine de fumar su cigarrillo).

#### Joaillerie 101
En 1929, después del Duoplan, LeCoultre & Cie. Presentó el Calibre 101, que solo pesaba un gramo aproximadamente y constaba de 74 componentes (98 en la actualidad). Aún hoy es el movimiento mecánico más pequeño del mundo. En 1930, lanzó la segunda colección de relojes equipados con el Calibre 101: la gama Joaillerie 101 Étrier. El día de su coronación, en 1953, Isabel II de Inglaterra lució un Jaeger-LeCoultre Calibre 101.

#### Atmos

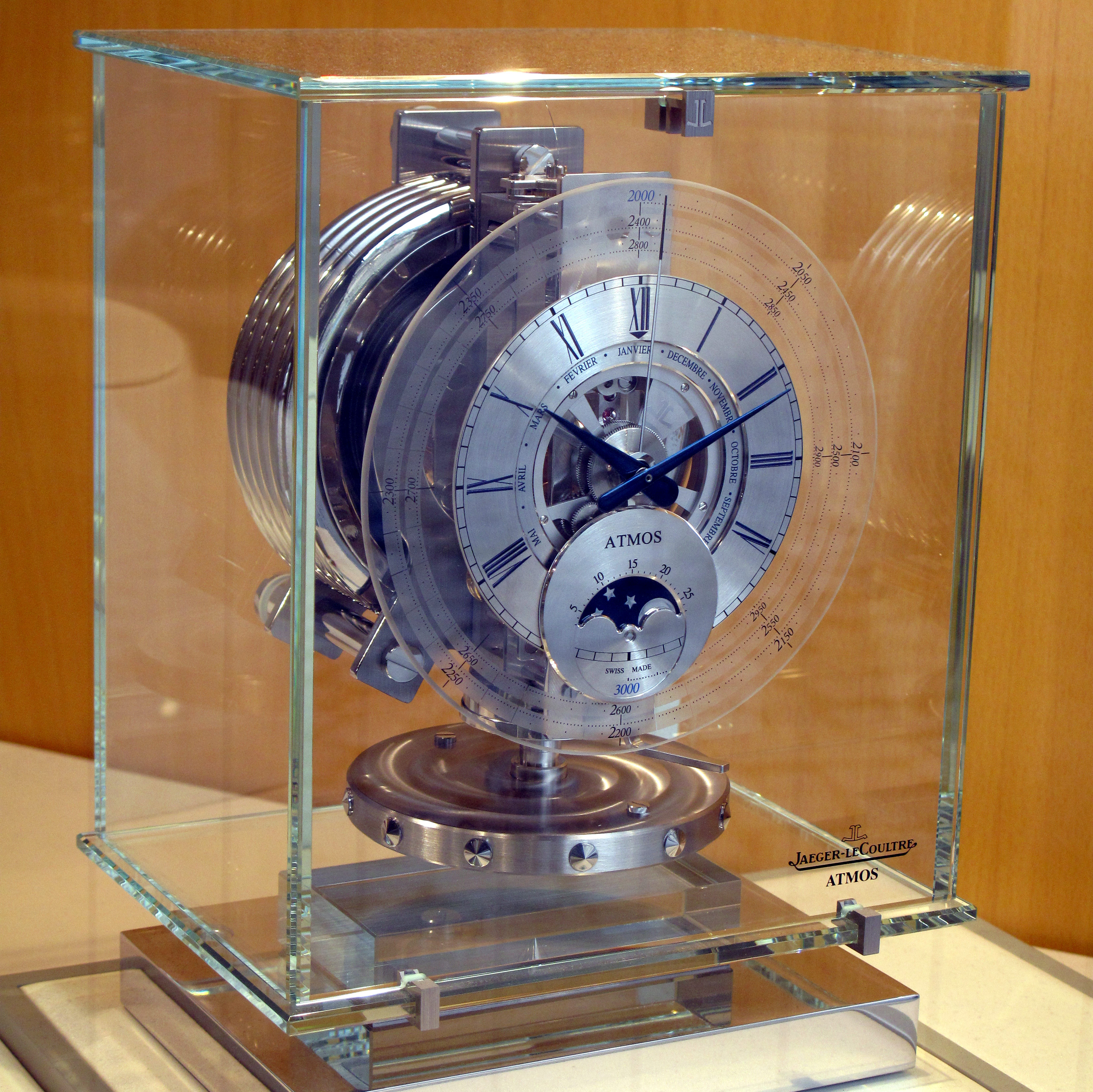
Péndulo Atmos

El péndulo Atmos está dotado de un movimiento casi perpetuo que no requiere de ninguna intervención humana y funciona con una cantidad infinitesimal de energía. Inventado por el ingeniero suizo Jean-Léon Reutter en 1928 en Neuchâtel, el péndulo Atmos es el regalo oficial que entrega la Confederación suiza a sus invitados más prestigiosos desde 1950. La versión original, patentada en 1928 y conocida hoy en día con el nombre Atmos 1, fue comercializada por La Compagnie Générale de Radiologie (CGR) en 1930.
Las patentes fueron adquiridas por Jaeger-LeCoultre en Francia, en 1936, y en Suiza, en 1937. Durante diez años, Jaeger-LeCoultre trabajó en el perfeccionamiento del péndulo, antes de producirlo con su forma actual a partir de 1946.
En 1988, la agencia de diseño Kohler & Rekow creó un gabinete para el péndulo en edición limitada de 2 piezas. En 2003, la Manufactura presentó el Atmos Mystérieuse, animado por el Calibre 583 Jaeger-LeCoultre y equipado con 1.460 componentes.

#### Memovox
En 1950, la Manufactura presenta el Memovox, la "voz de la memoria" en latín. Su sorprendente mecanismo puede ser utilizado como despertador o para indicar la hora de una cita. Los primeros modelos de cuerda manual estaban dotados de un Calibre 489 Jaeger-LeCoultre.
En 1956, un Memovox equipado con un Calibre 815 Jaeger-LeCoultre fue el primer reloj de automático con despertador de la historia de la relojería. Poco tiempo después, la marca celebraba su 125.º aniversario con el Memovox Worldtime. En 1959, Jaeger-LeCoultre lanzó el Memovox Deep Sea, dotado de una sonería que indicaba al submarinista el momento en que debía iniciar el ascenso hacia la superficie. En 1965, la Manufactura patentó una versión del Memovox Polaris con triple fondo para ampliar la resonancia de la sonería bajo el agua.
Este modelo fue la fuente de inspiración de las colecciones Master Compressor y AMVOX futuras. Fue reeditado en 2008 con el nombre de Memovox Tribute to Polaris.

#### Geophysic
Como un tributo al año geofísico internacional en 1958, Jaeger-LeCoultre creó un reloj hermético, resistente a los golpes y a los campos magnéticos. El cronómetro Geophysic fue presentado por Jules-César Savary, relojero experimentado de Jaeger-LeCoultre, con el objetivo de aportar una contribución a las investigaciones científicas en Antártida. Animado por un Calibre 478BWS Jaeger-LeCoultre, el reloj estaba equipado con 17 rubíes, una espiral Bréguet, un muelle regulador sobre el puente del volante, un amortiguador y un volante de Glucydur®. El año de lanzamiento, el cronómetro Geophysic fue regalado a à William R. Anderson, el capitán del Nautilus, el primer submarino nuclear estadounidense en llega al Pacífico atravesando el Polo Norte.

## Colecciones

### Reverso
Enlace hacia la página Reverso

### Master
En la actualidad, todos los modelos Jaeger-LeCoultre, salvo el Calibre 101 y el péndulo Atmos, son sometidos a la "prueba de las 1.000 horas".
El objetivo de esta prueba, iniciada con la línea Master Control en 1992, es optimizar la fiabilidad y la precisión, sometiendo cada reloj terminado a una serie de seis pruebas durante un periodo de 1.000 horas, es decir casi seis semanas. Otras líneas Master fueron creadas: Master Ultra-Thin, Master Grande Tradition y Master Extreme.

#### Master Compressor
La línea Master Compressor es la combinación de cajas hi-tech con movimientos de Alta Relojería. El nombre de la línea Master Compressor, que pertenece a la colección Master Extreme, se inspira de la llave de compresión, inventada por Jaeger-LeCoultre, que garantiza la hermeticidad perfecta de la caja. Creado en 2002, su diseño se inspira en el modelo Memovox Polaris de 1965.
El Master Compressor Extreme LAB fue presentado por Jaeger-LeCoultre como el primer reloj del mundo en funcionar sin necesidad de lubricante. Está equipado con el movimiento cronógrafo más sofisticado de la marca. Los Master Compressor Navy SEALs®, capaces de resistir a las condiciones más extremas, son utilizados por las unidades élite de combate de la Marina de Estados Unidos.

### Duomètre
Inspirada en un cronómetro fabricado en 1880, la línea Duomètre utiliza el movimiento Dual-Wing, dotado de dos mecanismos independientes sincronizados por un solo órgano regulador. Cada mecanismo posee una fuente de energía individual y un engranaje. El primero se dedica al suministro de energía constante del volante y el segundo alimenta el control de las funciones. Este sistema garantiza la regularidad de marcha del movimiento con una precisión de 1/6 de segundo y la fiabilidad de la función cronométrica sin afectar el funcionamiento de las complicaciones.

### Rendez-vous
La línea Rendez-Vous es una colección exclusivamente femenina. Se inspira en la gama Master Control y destaca por las cajas redondas, las esferas en marquetería de nácar y el engaste de diamante.
El modelo Rendez-Vous Night & Day está equipado con un movimiento mecánico automático. En el indicador día/noche, el sol y la luna aparecen en la ventanilla engastada con diamantes situada a las 6. El modelo Rendez-Vous Tourbillon se caracteriza por sus grandes dimensiones y alberga una caja giratoria que anula los efectos de la gravedad. El modelo existe en versión con ventanilla de fecha.

### AMVOX
Inspirándose en los contadores Jaeger instalados en los salpicaderos de los Aston Martin en los años veinte, Jaeger-LeCoultre y Aston Martin reanudaron su asociación en 2004 para crear la colección AMVOX, cuyo diseño es un tributo a los deportes de motor. La colección destaca por sus esferas inclinadas a 270°, evocando los instrumentos de medida de aquella época, la utilización de los colores emblemáticos del constructor y el acabado satinado de la esfera, que reproduce el aspecto de los frenos de disco, así como la corona que tiene la forma del depósito de combustible Aston Martin.
El modelo AMVOX2 Grand Chronograph está equipado con un cronógrafo mecánico patentado de arranque vertical mediante movimiento bascular de la caja, que no utiliza los pulsadores utilizados tradicionalmente para registrar los intervalos de tiempo.

### Atmos
El péndulo Atmos está dotado de un movimiento casi perpetuo que no requiere de ninguna intervención humana y funciona con una cantidad infinitesimal de energía. La energía que utiliza proviene de las variaciones de temperatura y presión atmosférica del entorno. El movimiento funciona por consiguiente durante años sin necesidad de intervenciones exteriores. El mecanismo de remontaje consta de una cápsula hermética que contiene una mezcla gaseosa sensible a la temperatura. Gracias a la cápsula, una variación de un grado Celsius garantiza una reserva de marcha de dos días aproximadamente.
El volante, suspendido a un hilo elaborado en una aleación de acero más fina que un cabello, describe dos alternancias
por minuto. El tren de rodaje no necesita lubricación. El péndulo Atmos es reconocido por su precisión. Por ejemplo, el modelo con función de fases de la luna solo presentará un día de desfase cada 3.821 años.

### Hybris Mechanica
La colección Hybris Mechanica está reservada para las grandes complicaciones de Jaeger-LeCoultre. Cada modelo destaca por una complicación específica. El Duomètre Sphérotourbillon está dotado de un tourbillon ajustable con una precisión de un segundo. El Reverso Répétition Minutes à Rideau posee una cortinilla que funciona como un tercer rostros y oculta una de las esferas. El Master Grande Tradition Grande Complication alberga un tourbillon volante que sigue el ritmo de los fenómenos celestes e indica la hora sideral. La repetición de minutos posee timbres cristal. El Hybris Mechanica à Grande Sonnerie es el primer reloj de pulsera dotado de una sonería que reproduce completamente la melodía del carillón del Big Ben. El Reverso Gyrotourbillon 2 retoma el principio del tourbillon esférico en una caja reversible con espiral cilíndrica. El Master Compressor Extreme LAB es el primer reloj que no necesita lubricación. El Gyrotourbillon 1 está equipado con un tourbillon, cuya rotación se efectúa en 3 dimensiones para compensar los efectos de la gravedad en todas las posiciones

### Alta Joyería
La colección Alta Joyería reúne relojes realzados por las artes decorativas y elaborados con piedras y metales preciosos. A comienzos de 2013, la colección tenía cinco modelos: Joaillerie 101 Feuille, Joaillerie 101 Résille, Grande Reverso 101 art déco, Montre Extraordinaire La Rose y Master Gyrotourbillon 1.

## Asociaciones

### UNESCO
Jaeger-LeCoultre y el International Herald Tribune unieron sus esfuerzos para apoyar el Programa Marino del Patrimonio Mundial de la UNESCO. La asociación busca financiar uno de los programas emblemáticos del Patrimonio Mundial y ofrecerle una mayor cobertura en los medios de comunicación con el fin de promover la inscripción de nuevos sitios marinos y la aplicación de medidas de protección en los 46 sitios clasificados. Cada año, el programa y los sitios clasificados aparecen en artículos en versión impresa y en línea del International Herald Tribune que buscan realzar la asociación.

### Responsible Jewellery Council (RJC)
En octubre de 2011, Jaeger-LeCoultre obtuvo la certificación del Responsible Jewellery Council, el organismo encargado de velar por la implementación de prácticas responsables en la industria de la joyería. La certificación es otorgada a las marcas que cumplen con las normas éticas, sociales y medioambientales establecidas por el Código de Prácticas del Responsible Jewellery Council.

### Aston Martin
En 2004, Jaeger-LeCoultre se asoció con Aston Martin para lanzar el AMVOX1, el reloj masculino Aston Martin Jaeger-LeCoultre. El diseño del cronómetro es un tributo a los setenta años de historia común entre las dos marcas. El salpicadero del Aston Martin LM 1,5 L, ganador de numerosas carreras internacionales en los años treinta, estaba equipado con instrumentos de medición creados por Jaeger-LeCoultre.

### VALEXTRA
En 2012, Jaeger-LeCoultre, en asociación con la casa marroquinera italiana VALEXTRA, ofrece una versión femenina del Reverso con un brazalete de doble vuelta.

### Jaeger-LeCoultre y la equitación
Desde 1931, Jaeger-LeCoultre mantiene vínculos estrechos con los deportes hípicos y una asociación con establecimientos como el Polo Club de Veytay.